# 10,5-cm-Leichtgeschütz 40
Das 10,5-cm-Leichtgeschütz 40 (kurz LG 40) war ein rückstoßfreies Geschütz der Wehrmacht im Zweiten Weltkrieg.

## Geschichte
Die Geschichte der „Düsengeschütze“ begann vor dem Zweiten Weltkrieg durch den Wunsch nach einem rückstoßfreien und auch nach einem besonders leichten Geschütz für die Fallschirmtruppe. Die beiden in der Entwicklung von Geschützen besonders erfahrenen Unternehmen Krupp in Essen und Rheinmetall in Düsseldorf wurden von der Wehrmacht hierfür herangezogen. Diese Waffen wurden dann im Weiteren als Leichtgeschütze bezeichnet.
Dadurch, dass zwei Firmen zwei unterschiedliche Geschütze basierend auf dem gleichen Entwicklungsauftrag entwickelten und beide später mit der Fertigung beauftragt wurden, ergeben sich in der Nachkriegsliteratur viele Missverständnisse und Ungenauigkeiten.
Etwa zeitgleich mit der Entwicklung der 7,5-cm-Leichtgeschütze begann die Arbeit an verschiedenen Versionen einer entsprechenden Waffe im Kaliber 10,5 cm. Erste Entwürfe, das 10,5-cm-LG 540 Rh und das 10,5-cm-LG 550 Kp mit hohen Mündungsgeschwindigkeiten wurden abgelehnt. Man einigte sich auf Geschütze mit einer Mündungsgeschwindigkeit von 350 m/s, den 10,5-cm-LG 350 Rh und 10,5-cm-LG 350 Kp. Ein wichtiger und erwähnenswerter Unterschied war, dass der Rheinmetall-Entwurf eine Patronen-Munition vorsah, während Krupp von vorneherein mit Geschoss und Hülsenkartusche arbeitete.
Von diesem Zeitpunkt an wurden die Geschütze, zur Abgrenzung gegenüber dem Kaliber 7,5-cm, als 10,5-cm-Leichtgeschütz 2 (Rh oder Kp dahinter).
Nachdem Krupp den gesamten Auftrag über 100 Geschütze bereits am 30. April 1941 ausgeliefert hatte, zeigte sich im direkten Vergleich, dass die Rohre der Krupp-Geschütze denen von Rheinmetall (110 Geschütze waren bestellt / 60 ausgeliefert) überlegen waren. Woraufhin der Chef des Waffenamtes nach einer Besprechung am 27. April 1941 anordnete, alle Geschütze mit den Rohren von Krupp auszustatten.
Die ersten gelieferten Geschütze von Rheinmetall gingen zur Umrüstung auf das Krupp Rohr zurück ans Werk und wurden erst beginnend Januar 1942 bis zum Oktober 1943 sukzessive ausgeliefert. Diese Maßnahme ging mit einer Umbenennung der Geschütze einher, von nun an gab es das 10,5-cm-Leichtgeschütz 40, gebaut von Krupp und das 10,5-cm-Leichtgeschütz 42, gebaut von Rheinmetall.
Krupp hatte zwischenzeitlich eine Änderung an der eigenen Waffe vorgenommen. Für die Leistungsverbesserung der HL-Granaten wurde der Enddrall der Waffe nochmals erhöht. Eine kleine Fertigungsserie von 13 nachgewiesenen Geschützen wurde scheinbar ohne offiziellen Auftrag gefertigt. Dieses Geschütz erhielt angesichts der technischen Veränderung die Bezeichnung 10,5-cm-Leichtgeschütz 40/1.

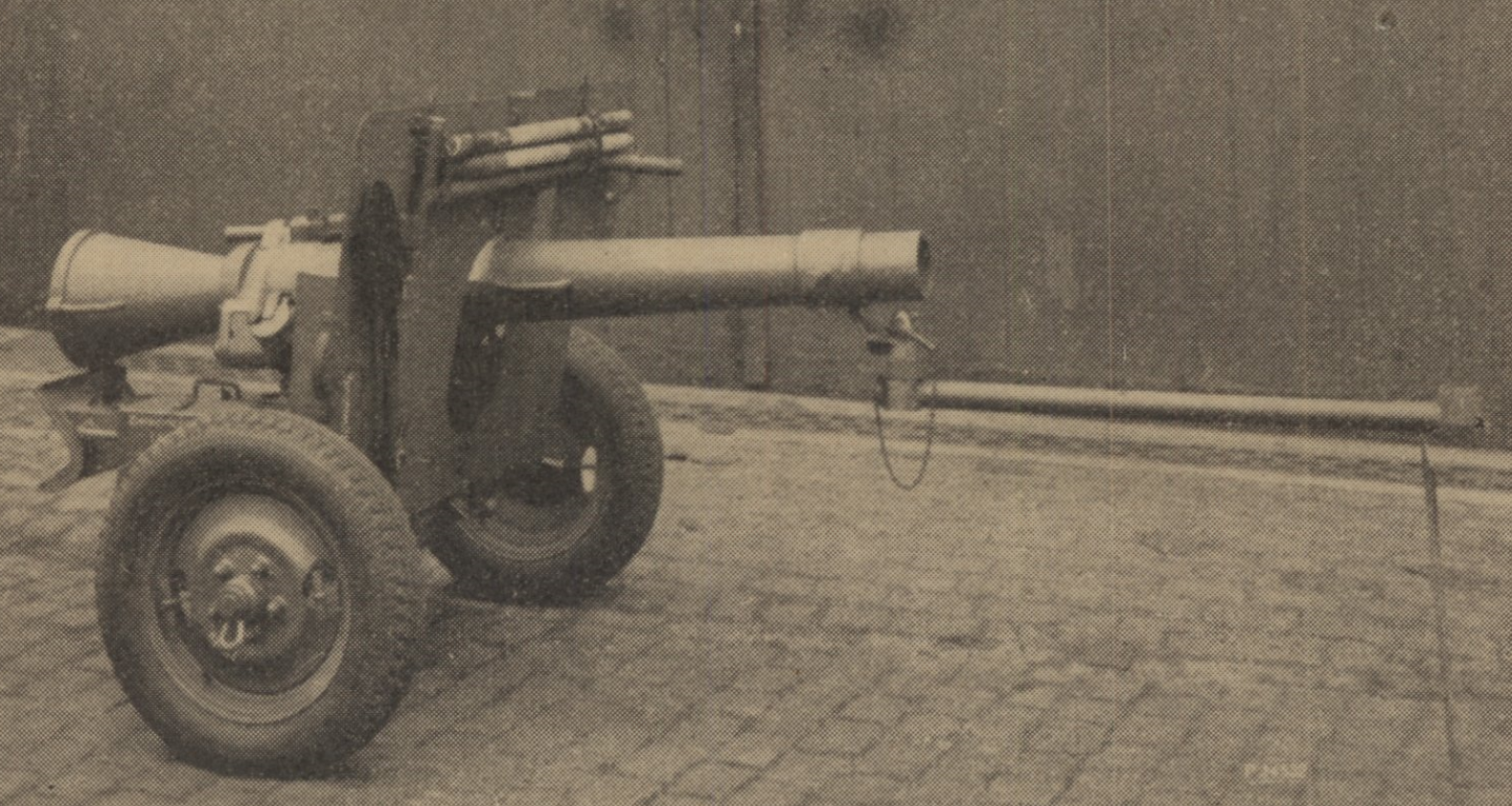
10,5-cm-Leichtgeschütz 40/2

Die Materialnot der späteren Kriegsjahre führte zu einer weiteren Änderung. Bisher waren viele der Bauteile mit Leichtmetallen gefertigt worden, doch für einen weiteren Fertigungsauftrag der auf einen Befehl von Hitler am 3. November 1943 zurückzuführen war und 200 neue Geschütze von beiden Firmen forderte, mussten leichtmetallfreie Geschütze konstruiert werden. Diese erhielten die Folgenummern 10,5-cm-Leichtgeschütz 40/2 und 10,5-cm-Leichtgeschütz 42/1.
Die Lebensdauer eines Rohres, das 14,74 oder 14,81 Kilogramm schwere Geschosse verschoss, betrug ungefähr 10.000 Schuss.
Es war entsprechend der Aufgabenstellung so gebaut, dass es in einzelnen Lasten per Fallschirm abgeworfen werden konnte. Eine weitere Transportmöglichkeit war, das Geschütz in Stahlrohrtransportbehältern unter den Rumpf eines Flugzeugs anzuhängen oder in Lastenseglern zu transportieren.
Das LG 40 nach der Entwicklung durch Krupp wurde später von Dürkopp in Bielefeld gebaut.

## Einsatz
Es wurde an Fallschirmjäger- und Gebirgsjägerdivisionen ausgegeben. Unter anderem waren die leichten Artillerieabteilungen (mot.) 423, 424, 426, 429 und 430 mit diesem Geschütz ausgestattet.
Das 10,5-cm-LG 2 (Kp) wurde Anfang 1941 bei der Fallschirmtruppe eingeführt und so wurde es, in vier Lasten zu je 124 kg bis 189 kg zerlegt, im Rahmen des Unternehmen Merkur, mit den Luftlandetruppen per Fallschirmabwurf und in Lastenseglern eingesetzt. Innerhalb von zwei Minuten wurden es dann wieder zum feuerbereiten Geschütz zusammengebaut. Ein großer Nachteil der Leichtgeschütze zeigte sich in dem nach hinten austretenden Gasstrahl, der die Kanoniere gefährdete und dem Gegner die Stellung verriet. Auch die große Staubwolke beim Abschuss war hinderlich und nicht zu verbergen, doch unvermeidbar. Das Leuchten des Gasstrahls wurde später durch Zusätze zum Treibladungspulver unterbunden.
Der Einsatz auf Kreta hatte gezeigt, dass die Waffe für die Fallschirmtruppe geeignet war und doch einige Nachteile gegenüber konventioneller Artillerie mit sich brachte. Man befand jedoch, dass dies für die ansonsten ohne Artillerieausrüstung einzusetzende Fallschirmtruppe akzeptabel war.

## Varianten
- 10,5-cm-Leichtgeschütz 40
- 10,5-cm-Leichtgeschütz 40/1
- 10,5-cm-Leichtgeschütz 40/2

Hinweis: In einigen Fachbüchern wird eine Variante erwähnt und mit einem retouchierten Foto belegt, die von den Alliierten als Leichtgeschütz 43 bezeichnet wurde. Bisher konnte in den deutschen Originalunterlagen kein Nachweis für die Existenz einer weiteren Variante gefunden werden. Ob es sich um ein einzelnes Geschütz mit einer Truppenmodifikation oder schlicht einen Fehler handelt, ist bisher ungeklärt. Das unretouchierte Originalfoto zeigt auf diesem Geschütz das Herstellerjahr 1941.

## Konzept
Eine rückstossfreie Waffe erreicht man, indem man dem Rücklaufimpuls, der beim Abfeuern einer konventionellen Waffe als Rückstoß bezeichnet wird, einen Vorlaufimpuls, als eine gegenwirkende Kraft entgegensetzt. Hierdurch bleibt bei diesen Waffen das Rohr in seiner Position und ermöglicht einen gezielten Schuss. Da keine Teile für einen mechanischen Rückstoßausgleich erforderlich sind, können solche Waffen mit geringerem Gewicht konstruiert werden als herkömmliche. Nachteilig im Hinblick auf die Munition ist, dass eine größere Treibladung erforderlich ist, um die gegeneinander wirkenden Kräfte zu erzeugen.